# Glen McPherson (homme politique)
Pour les articles homonymes, voir Glen McPherson.
Glen Allan McPherson  (né le 3 avril 1957) est un homme politique provincial canadien de la Saskatchewan.

## Biographie
Né à Shaunavon, McPherson est élu député du Nouveau Parti démocratique de la Saskatchewan en 1991 dans la circonscription Shaunavon. Réélu dans la nouvelle circonscription de Wood River en 1995, mais sous l'étiquette du Parti libéral de la Saskatchewan. Arrivé à une égalité des voix avec Yogi Huyghebaert du Parti saskatchewanais lors des élections de 1999, il décide de ne pas se représenter lors de l'élection partielle de 2000.